# Ewa Jaczynska
Ewa Jaczynska (* 21. Juni 1974 in Stara Kościelnica (Altmünsterberg, Kreis Marienburg), Gmina Miłoradz, Polen) ist eine polnisch-deutsche Malerin.

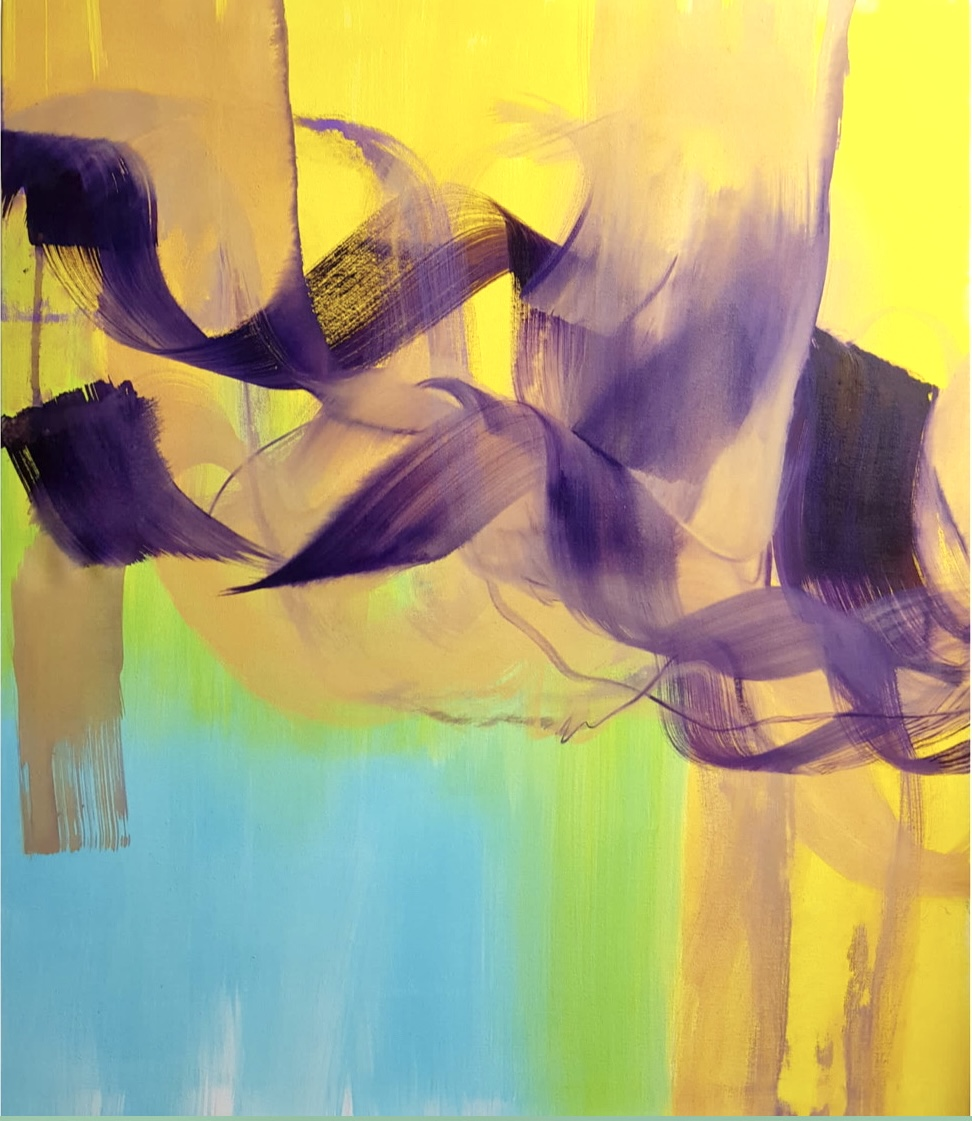
Ewa Jaczynska, Lavendel trifft auf Zitronengelb, 100 × 85 cm, Acryl auf Leinwand, 2023

## Leben und Werk
Ewa Jaczynska hat von 1996 bis 2001 an der Universität Ermland-Masuren, Allenstein, Polen Kunst auf Lehramt studiert. Von 2002 bis 2005 studierte sie bei A.R. Penck (Ralf Winkler) und von 2005 bis 2009 bei Herbert Brandl an der Kunstakademie Düsseldorf. Sie lebt und arbeitet in Düsseldorf.
Ewa Jaczynska ist eine abstrakte Malerin und konzentriert sich in ihrer Arbeit auf die Möglichkeit, welche die Rakel ihr beim Wischen, beim Bestreichen der Leinwand oder des Papiers verschafft. Ihr geht es darum Gefühle, Gedanken und Assoziationen aus der Natur und Umgebung über die händische Geste, also die Handlung und die eingesetzte Farbe zu neuem singulären Ausdruck zu verhelfen.
In ihren Bildern wird Gestus und Einsatz der Farbe zu einem neuen eigenen ausdrucksstarken Bild. Die Technik ist für sie selbst relevant, aber nicht für die Betrachterin, die nur das Ergebnis sieht. Sowohl tachistische Farbverteilungen und Kreiseln mit der Rakel entwickeln eine völlig neue Formensprache. Die Farben werden kraftvoll unprätentiös eingesetzt und zeigen doch eine elegante Leichtigkeit in der Anwendung. Sie zeigen eine Lässigkeit im Umgang mit den eingesetzten Farben und führen zu einem dynamischen bildlichen Rhythmus.

## Preise und Auszeichnungen
- 2022 Stipendium des Ministerium für Kultur und Wissenschaft des Landes Nordrhein-Westfalen
- 2019 Nominierung: Blooom Award by Warsteiner
- 2011 Nominierung: Förderpreis der Landeshauptstadt Düsseldorf
- 2010 „Energie“, Auszeichnung, Publikumspreis, Galerie QQTec e.V., Hilden
- 2009 – 2010 Stipendium der Lepsien Art Foundation, Düsseldorf
- 2008 Preis Künstlerischer Wettbewerb für Studenten zur Gestaltung der öffentlichen Bereiche des Amtsgerichts, Viersen
- 2007 Preis in Europool, Kunst–Award, Köln

## Einzelausstellungen (Auswahl)
- 2025 Fluid Emotions, Martin Leyer-Pritzkow, Düsseldorf
- 2023 Die Geste der Farben, Martin Leyer-Pritzkow, Düsseldorf
- 2022 Circling Colour Worlds, Museum Kunstraum, Neuss
- 2014 Artevie, Lepsien Art Foundation, Berlin
- 2012 Innere Landschaften, Kurfürstliches Gärtnerhaus, Bonn
- 2010 Die Haut des Raumes, Galerie K. Mai, Düsseldorf
- 2007 Malerei, Kunsthaus, Mettmann e.V.

## Gruppenausstellungen (Auswahl)
- 2025 Und wir fangen gerade erst richtig an, Kunsthalle Düsseldorf
- 2023 Points Of View, Galerie Friedrich+Ebert, Wuppertal
- 2022 Together/A Lesson With Penck! Galerie Coelner Zimmer, Düsseldorf, Wie es Euch gefällt, VdDK 1844
- 2023 Points Of View, Galerie Friedrich+Ebert, Wuppertal
- 2022 Together/A Lesson With Penck! Galerie Coelner Zimmer, Düsseldorf
- 2022 Wie es Euch gefällt, VdDK 1844
- 2022 Kunstpunkte Park-Kultur, Düsseldorf
- 2022 Gestern im Heute für Morgen, Nachtbrötchen, Düsseldorf
- 2021 Crossover, Kyunghee University, Seoul, Korea
- 2021 Klasse A.R. Penck, „Die Ambivalenz bekommt jetzt eine Richtung“, Lachenmann Art Galerie, Frankfurt/Main
- 2021 Possibilities of the abstract, plan.d. produzentengalerie e.V., Düsseldorf
- 2021 Kunstpunkte Düsseldorf, Park-Kultur
- 2021 Phenomenon, The Holy Art, Virtualgallery, London
- 2020 Kunstpunkte im Ballhaus, Düsseldorf
- 2020 KLASSE PENCK, Galerie Frank Schlag, Essen
- 2019  BLUE IS HOT AND RED IS COLD, Klasse A.R. Penck, Kunsthalle Düsseldorf
- 2019 BLUE IS HOT AND RED IS COLD, Klasse A.R. Penck, Kultur Bahnhof Eller Düsseldorf
- 2018 Blick hinter die Kulissen, Joseph und Anna Fassbender-Preis der Stadt Brühl
- 2017 Contemporary Art Ruhr, Die Innovative Kunstmesse, Welterbe Zollverein, Essen
- 2015 / 2017 City-ARTkaden, Wuppertal
- 2014 „Neue Arbeiten“, Kunsthaus Mettmann e.V.
- 2009 Zeit für Wunder, Kunstverein Wesseling e.V.
- 2008 Rundstedt HR Partners, Düsseldorf, Brüssel
- 2007 Kunstförderpreis Lovells, Düsseldorf
- 2006 Grafik, AKI Artez Academie, Enschede, Niederlande
- 2005–2006 Grafik, Bahnhof Eller, Düsseldorf
- 2005 Paris-Berlin-Warschau, ARKA Kulturwerkstatt, Zeche Zollverein, Essen
- 2005 Unterwegs, Kunsthalle Steinfurt e.V., Burgsteinfurt

## Publikationen
- Klasse A.R.Penck Kunstakademie Düsseldorf, mit Texten von Robert Fleck, Gregor Jansen, Dieter Ronte u. a., Kettler Verlag, 2021, ISBN 978-3-86206-898-2
- Circling Colour Worlds, Ewa Jaczynska, Text Robert Küppers, Ministerium f. Kulturu. Wissenschaft, NRW, 2022